# Mimolaia lata
Mimolaia lata là một loài bọ cánh cứng trong họ Cerambycidae.